# Łyżwiarstwo szybkie na Zimowych Igrzyskach Olimpijskich 1928 – bieg na 10 000 m mężczyzn
Bieg na 10 000 metrów mężczyzn w łyżwiarstwie szybkim na Zimowych Igrzyskach Olimpijskich 1928 rozegrano 14 lutego na torze Badrutts Park. Z powodu szybko pogarszających się warunków atmosferycznych rywalizację przerwano już po starcie dziesięciu zawodników. Nie wyłoniono zwycięzcy.
Biegnący w pierwszej parze Norweg Bernt Evensen oraz Irving Jaffee z USA zanotowali zbliżone czasy, około 18 minut 36 sekund. Już w trakcie tego biegu temperatura powietrza zaczęła szybko rosnąć, co spowodowało odwilż. Alpejski Fen podniósł temperaturę do 25 °C, a na torze zaczęły tworzyć się kałuże wody. Jeden z faworytów zawodów, startujący w trzeciej parze Norweg Roald Larsen postanowił nie kontynuować biegu po tym, jak osiągane przez niego czasy na kolejnych okrążeniach były gorsze od prowadzącego Jaffee o pół minuty. Kolejny z Norwegów, Armand Carlsen, który parę dni wcześniej pobił rekord świata na tym dystansie (17:17,4 min) ukończył wyścig ze słabym czasem 20:56,1 min. Rywalizacja piątej pary: Gustafa Anderssona ze Szwecji i Fina Ossiego Blomqvista została przerwana po tym jak notowane przez nich czasy okrążeń były gorsze średnio o 50 sekund. Zawodów nie wznowiono, a uzyskane wyniki anulowano.

## Wyniki po czterech biegach
| Miejsce | Zawodnik         | Państwo           | Czas    |
| ------- | ---------------- | ----------------- | ------- |
| 1       | Irving Jaffee    | Stany Zjednoczone | 18:36.5 |
| 2       | Bernt Evensen    | Norwegia          | 18:36.6 |
| 3       | Otto Polacsek    | Austria           | 20:00,9 |
| 4       | Rudolf Riedl     | Austria           | 20:21,5 |
| 5       | Kęstutis Bulota  | Litwa             | 20:22,2 |
| 6       | Armand Carlsen   | Norwegia          | 20:56,1 |
| 7       | Valentine Bialas | Stany Zjednoczone | 21:05,4 |
| -       | Gustaf Andersson | Szwecja           | DNF     |
| -       | Ossi Blomqvist   | Finlandia         | DNF     |
| -       | Roald Larsen     | Norwegia          | DNF     |